# Spreewaldheide
Spreewaldheide, niedersorbisch Błośańska Góla, ist eine amtsangehörige Gemeinde im Landkreis Dahme-Spreewald in Brandenburg. Sie gehört wie sieben weitere Gemeinden im östlichen Teil des Landkreises zum Amt Lieberose/Oberspreewald und liegt im anerkannten Siedlungsgebiet der Sorben/Wenden.

## Geographie

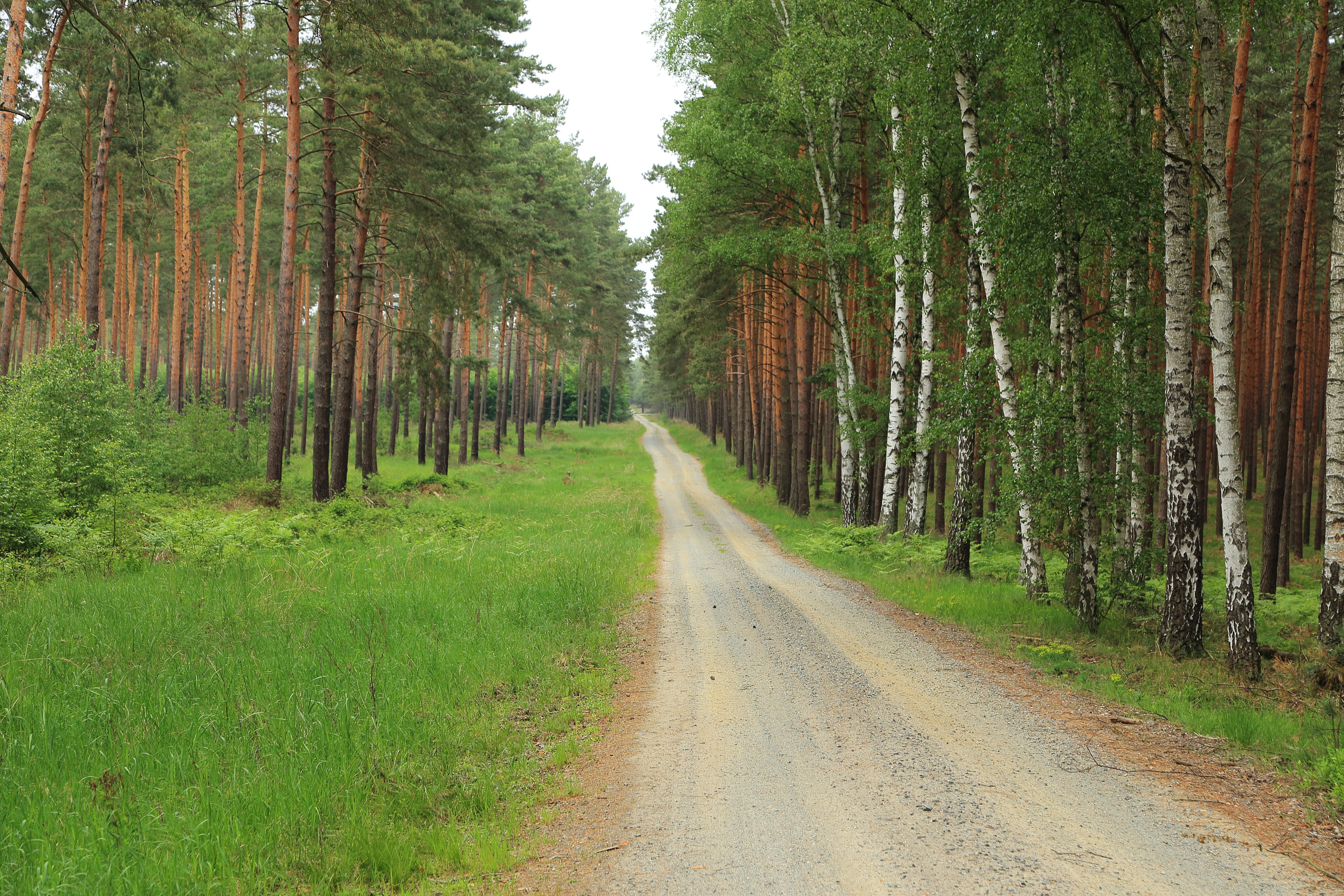
Lieberoser Heide bei Butzen

Die Gemeinde Spreewaldheide liegt rund 17 Kilometer östlich der Kreisstadt Lübben (Spreewald) und 24 Kilometer nordwestlich von Cottbus. Sie grenzt im Norden und Osten an die Gemeinde Schwielochsee, im Südosten an Byhleguhre-Byhlen, im Süden an Straupitz (Spreewald), im Südwesten an Neu Zauche und im Nordwesten an die Gemeinde Märkische Heide.
Der Ortsteil Butzen liegt am östlichen Rand des Biosphärenreservats Spreewald, östlich von Butzen schließt sich die Lieberoser Heide an. Auf dem Gebiet der Gemeinde liegen der Butzener See, der Bergsee und der Romoltsee.

## Gemeindegliederung
Nach ihrer Hauptsatzung gliedert sich die Gemeinde in vier Ortsteile:
- Butzen (Bucyn)
- Laasow (Łaz) mit dem Gemeindeteil Burghof (Grodowy Dwor)
- Sacrow (Zakrjow)
- Waldow (Waldow)

In den Ortsteilen werden aus drei Mitgliedern bestehende Ortsbeiräte gewählt.

## Geschichte
Die heutigen Ortsteile der Gemeinde gehörten seit 1816 zum Kreis Lübben (Spreewald) in der Provinz Brandenburg und ab 1952 zum Kreis Lübben im DDR-Bezirk Cottbus. Seit 1993 liegen die Orte im brandenburgischen Landkreis Dahme-Spreewald.
Die Gemeinde Spreewaldheide entstand am 26. Oktober 2003 aus dem freiwilligen Zusammenschluss der bis dahin selbstständigen Gemeinden Butzen (Bucyn), Laasow (Łaz) und Sacrow-Waldow (Zakrjow-Waldow). Sacrow und Waldow hatten sich bereits am 15. Dezember 1966 hatten zur Gemeinde Sacrow-Waldow zusammengeschlossen. Nach dem Zusammenschluss zur Gemeinde Spreewaldheide sind Sacrow und Waldow eigenständige Ortsteile der Gemeinde mit eigenem Ortsbeirat.

## Bevölkerungsentwicklung
| Jahr | Butzen | Laasow | Sacrow- Waldow |      | Jahr | Spreewaldheide | Jahr | Spreewaldheide |
| ---- | ------ | ------ | -------------- | ---- | ---- | -------------- | ---- | -------------- |
| 1971 | 326    | 221    | 266            | 2003 | 594  | 2021           | 451  |                |
| 1981 | 264    | 194    | 214            | 2005 | 569  | 2022           | 445  |                |
| 1990 | 234    | 176    | 181            | 2010 | 544  | 2023           | 431  |                |
| 1995 | 238    | 173    | 184            | 2015 | 464  | 2024           | 423  |                |
| 2000 | 248    | 163    | 206            | 2020 | 454  |                |      |                |
| 2002 | 240    | 165    | 203            |      |      |                |      |                |

Gebietsstand des jeweiligen Jahres, Einwohnerzahl: Stand 31. Dezember (ab 1991), von 2011 bis 2021 auf Basis des Zensus 2011, ab 2022 auf Basis des Zensus 2022

## Politik

### Gemeindevertretung
Die Gemeindevertretung von Spreewaldheide besteht aus sechs Gemeindevertretern und dem ehrenamtlichen Bürgermeister. Die Kommunalwahl am 9. Juni 2024 führte bei einer Wahlbeteiligung von 75,6 % zu folgendem Ergebnis:
| Partei / Wählergruppe    | Stimmenanteil | Sitze |
| ------------------------ | ------------- | ----- |
| pro Spreewaldheide       | 48,3 %        | 4     |
| AfD                      | 24,7 %        | 2     |
| CDU                      | 20,3 %        | 2     |
| Einzelbewerber Udo Mietk | 06,7 %        | –     |

Die CDU hatte nur einen Kandidaten aufgestellt. Da dieser auch zum Bürgermeister gewählt wurde, bleiben nach § 48 (6) des Brandenburgischen Kommunalwahlgesetzes beide Sitze der CDU in der Gemeindevertretung unbesetzt.

### Bürgermeister
- 2003–2019: Manfred Meehs (Einzelbewerber)[11]
- seit 2019: Daniel Zimmer (CDU)

Zimmer wurde in der Bürgermeisterwahl am 9. Juni 2024 mit 69,1 % der gültigen Stimmen für eine weitere Amtszeit von fünf Jahren gewählt.

## Sehenswürdigkeiten
In der Liste der Baudenkmale in Spreewaldheide und in der Liste der Bodendenkmale in Spreewaldheide stehen die in der Denkmalliste des Landes Brandenburg eingetragenen Kulturdenkmale.
Östlich des Ortsteils Butzen befindet sich ein Wildnispfad der Stiftung Naturlandschaften Brandenburg. An der östlichen Gemeindegrenze verläuft der Wanderweg „Ludwig-Leichhardt-Trail“.

## Verkehr

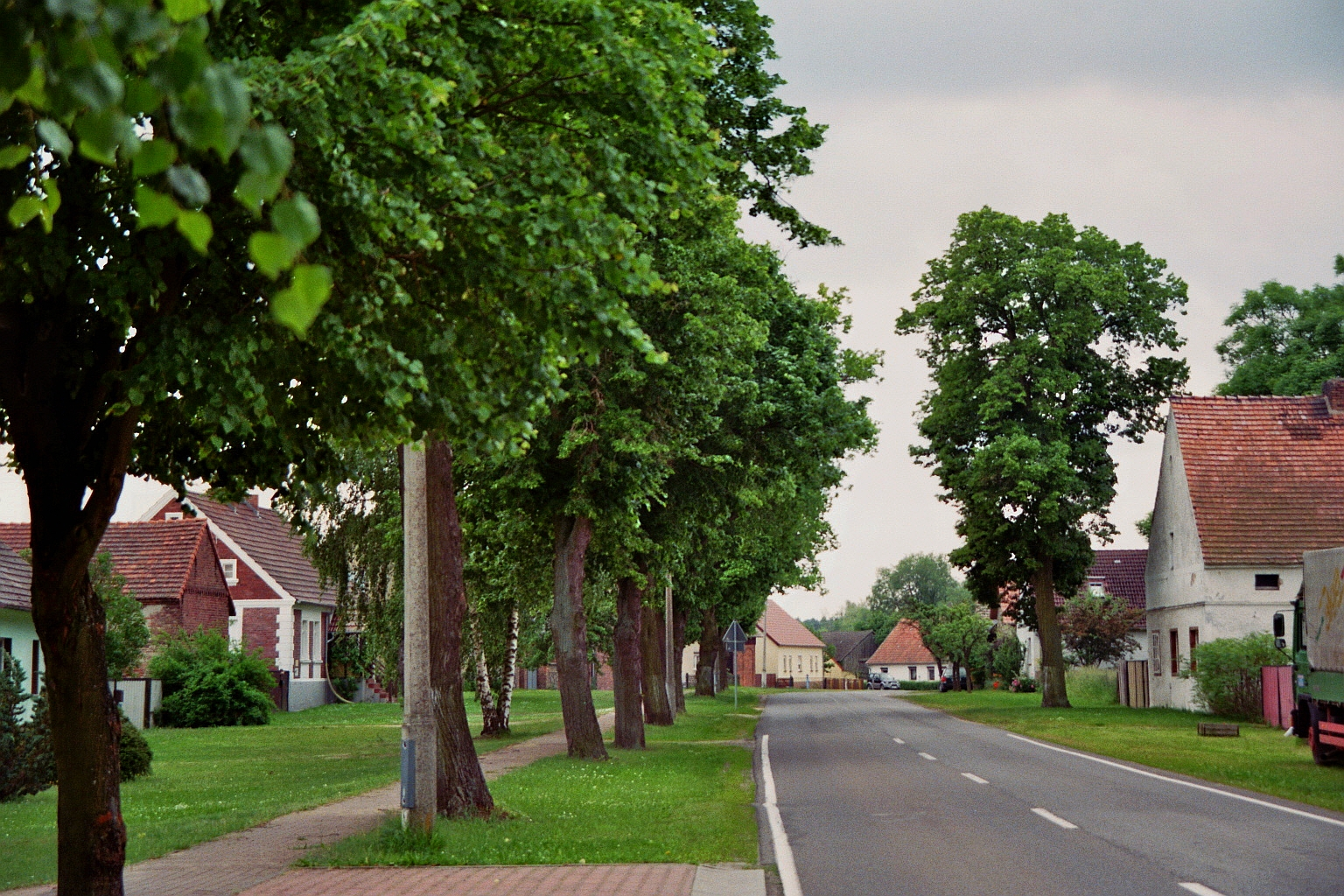
Landesstraße 44 in Butzen

Hauptverbindungsstraßen der Gemeinde sind die Kreisstraße K 6109 nach Neu Zauche und Straupitz sowie die Landesstraße L 44 zwischen Straupitz und Lamsfeld.
Die Bahnhöfe Laasow und Waldow lagen an der Bahnstrecke Straupitz–Goyatz, die 1970 stillgelegt wurde.

## Persönlichkeiten
- Otto Lukas (1881–1956), Heimatdichter, Lehrer, als Schüler in Butzen
- Kurt Finker (1928–2015), Historiker, in Sacrow geboren